# Kim Yoon-seo
Kim Yoon-seo (en hangul, 김윤서; nombre de nacimiento: Kim Ga-eun; nacida el 28 de marzo de 1986) es una actriz surcoreana. 

## Biografía
En 2015 comenzó a salir con el actor Do Sang-woo, sin embargo en octubre de 2019 la pareja anunció que habían terminado.

## Carrera
Debutó en 2009, y ha desempeñado funciones de apoyo en dramas como Glass Mask (2012), You're the Best, Lee Soon-shin (2013) y Legendary Witches (2014).

## Filmografía

### Series de televisión
| Año  | Título                        | Rol                          | Canal               | Ref.          |
| ---- | ----------------------------- | ---------------------------- | ------------------- | ------------- |
| 2009 | My Hero                       | Mi-rae                       | SBS Plus            |               |
| 2011 | The Duo                       | Damo                         | MBC                 |               |
| 2011 | Living in Style               | Jo Shin-ae                   | SBS                 |               |
| 2011 | Poseidon                      | Hong Ji-ah                   | KBS2                | [ 8 ]         |
| 2012 | Late Blossom                  | Kim Yeon-ah                  | SBS Plus            | [ 9 ]         |
| 2012 | A Gentleman's Dignity         | Kim Eun-ji                   | SBS                 |               |
| 2012 | Glass Mask                    | Kang Seo-yeon                | tvN                 |               |
| 2013 | You Are the Best!             | Choi Yeon-ah                 | KBS2                | [ 10 ]        |
| 2013 | Passionate Love               | Ban Dal                      | SBS                 |               |
| 2014 | A New Leaf                    | Jung Hye-ryeong              | MBC                 | [ 11 ]        |
| 2014 | Legendary Witches             | Ma Joo-hee                   | MBC                 | [ 12 ]        |
| 2015 | This is My Love               | Park Hyun-ah                 | JTBC                |               |
| 2015 | The Eccentric Daughter-in-Law | Kim Se-mi                    | KBS2                |               |
| 2016 | Secrets of Women              | Chae Seo-rim / Hung Shin-buk | KBS2                |               |
| 2019 | Graceful Family               | Oh Kwang-mi                  | MBN                 |               |
| 2021 | On the Verge of Insanity      |                              | MBC TV              |               |
| 2022 | Sponsor                       | Hyun Seung-ji                | iHQ Drama y MBN     | [ 13 ]        |
| 2022 | Doctor Lawyer                 | Jung Yun-jeong               | MBC                 | [ 14 ]        |
| 2022 | Why Her?                      | Im Seung-yeon                | SBS                 | [ 15 ]        |
| 2022 | Deseos VIP                    |                              | Netflix             | [ 16 ]        |
| 2024 | Hide                          | Kim Yun-seon                 | Coupang Play y JTBC | [ 17 ] [ 18 ] |
| 2024 | Face Me                       | Yang Eun-jeong               | KBS2                | [ 19 ]        |

### Cine
| Año  | Título          | Rol          | Notas        | Ref.   |
| ---- | --------------- | ------------ | ------------ | ------ |
| 2010 | I Saw the Devil | Jang Se-yeon |              | [ 20 ] |
| 2010 | Bang!           | Yoon-seo     | Cortometraje | [ 21 ] |
| 2011 | Late Blossom    | Kim Yeon-ah  |              |        |